# Mario Mameli
Mario Mameli (Cagliari, 12 novembre 1910 – Tembien, 1º marzo 1936) è stato un aviatore italiano, pilota e tenente dell'Aeronautica Italiana.

## Biografia
Figlio di Patrizio, cagliaritano e di Maria Celestina Aromando, sassarese. Gli Aromando, famiglia di origine napoletana ripararono in Sardegna dopo la caduta della Repubblica Napoletana (1799) e l'impiccagione di Francesco Caracciolo, di cui erano seguaci, da parte di Horatio Nelson. Il padre, Patrizio Mameli, cagliaritano, era un noto industriale nel ramo della pelletteria e i suoi prodotti erano distribuiti sia in Sardegna sia nel continente. Mario Mameli dopo le scuole elementari fu iscritto, come due altri suoi fratelli, Luigi prima e Doria in seguito, al Convitto Nazionale Cicognini di Prato dove rimase fino alla 5ª ginnasio. Successivamente si iscrisse all'Istituto Tecnico di Cagliari dove si diplomò Perito industriale nel 1930.
Appassionato delle imprese aviatorie di Francesco De Pinedo, chiese di essere ammesso nella Regia Aeronautica come allievo ufficiale di complemento, e il 26 gennaio 1936 frequentò la Scuola di Pilotaggio di Sesta San Giovanni (Milano) dove, il 6 agosto, ottenne il brevetto di "Pilota di aeroplano su apparecchio". In seguito fu assegnato alla Scuola Allenamento Caccia Terrestre di Aviano, dove, 27 settembre, conseguì il brevetto di "Pilota Militare di aeroplano su apparecchio" e le specializzazioni nella Scuola di guerra aerea. Frequentò quindi la Regia Accademia di Caserta dove completò gli studi militari con la nomina a Sottotenente di Complemento. La sua prima assegnazione fu il 7º Gruppo Autonomo d'Assalto Caccia Terrestre, aeroporto Ciampino.(fonte: Stato di Servizio di Mario Mameli, Ufficio Matricola)
Durante la Guerra d'Etiopia, nell’ottobre del 1935, Mario Mameli fu assegnato della 15ª Squadriglia da bombardamento Caproni La Disperata sotto il comando di Galeazzo Ciano, genero di Mussolini. Complessivamente compì 43 missioni alcune di queste con compiti di ricognizione e molte a bassa e bassissima quota. Nella missione del 18 novembre 1935, condotta a bassa quota, il suo aereo fu colpito da diverse pallottole una delle quali centrò il serbatoio, la falla fu tamponata dal Sergente motorista Carlo Cipollini per tutta la durata dell'azione. La notizia fu riportata da giornali nazionali e internazionali. Mario Mameli era specializzato nel volo radente, fece anche parte del Gruppo di Alta Acrobazia., ed ottenne la valutazione di "Ottimo" con punti 19/20 firmata dal Capitano Galeazzo Ciano, Comandante della 15ª Squadriglia (fonte: Stato di Servizio di Mario Mameli, Ufficio Matricola).
Dal 31 dicembre 1935 fu nominato Tenente di Complemento e dal 24 febbraio del 1936 Sottotenente in s.p.e. (Servizio Permanente Effettivo) per meriti straordinari. Il passaggio in s.p.e. ebbe l'approvazione finale dal Generale Mario Ajmone Cat, Comandante Aeronautica Africa Orientale, con la nota autografa "Ottimo e provato elemento. Concordo" (fonte: Stato di Servizio di Mario Mameli, Ufficio Matricola). Il 1º marzo 1936 durante la Seconda battaglia del Tembien (27-29 febbraio 1936), nel cielo d'Abissinia, nella regione di Andino, a bordo di un Caproni Ca.101 contrassegnato dal numero 3, Mario Mameli trovò la morte assieme al comandante dello stormo Tenente Colonnello Ermanno Bartolini, al Sergente motorista Carlo Cipollini e al Sergente r.t. Florio a causa di colpi di mitragliatrice, mentre risaliva le pendici del Monte Andino per neutralizzarne un nido.

Successivamente, fu insignito della medaglia d'argento al valor militare "sul campo" alla memoria con queste parole: 
 "Pilota d’apparecchio da bombardamento, partecipava con slancio, entusiasmo e valore a numerose incursioni offensive. Negli attacchi aerei della valle di Maj Mescic, della valle del Samre; di Amba Aradam, del Tembien, piana di Andino contribuiva ad infliggere al nemico gravissime perdite mediante attacchi a bassa quota dai quali il velivolo rientrava spesso colpito. Il 1º marzo 1936, durante il bombardamento e mitragliamento condotto con brillante aggressività a volo radente, per meglio assolvere il proprio compito, sfidava arditamente l’offesa nemica svolgendo azione valorosa che culminava con il sacrificio della propria esistenza. Cielo di Monte Andino, 1º marzo 1936"
Le sue spoglie, raccolte dai fanti della divisione "Sabauda", riposarono in Africa, ad Asmara, fino al 1993, allorquando vennero trasportate a Cagliari e ora riposano nel sacrario militare del cimitero di San Michele. Nell'aprile del 1937 gli venne intitolato l'aeroporto di Cagliari-Elmas; il monumento a lui dedicato venne disegnato dall'architetto Futurista Giorgio Gandini.